# Europees kampioenschap voetbal 2012 (Groep C) Italië - Ierland
Dit artikel gaat over de wedstrijd in de groepsfase in groep C tussen Italië en Ierland die gespeeld zal worden op 18 juni 2012 tijdens het Europees kampioenschap voetbal 2012.
Het is de tweeëntwintigste wedstrijd van het toernooi en wordt gespeeld in het Stadion Miejski in Poznań.

## Voorafgaand aan de wedstrijd
- Op de FIFA-wereldranglijst van mei 2012 stond Italië op de 12e plaats, Ierland op de 18e plaats.[1]
- Bij de Ieren kreeg aanvaller Damien Duff de eer om de aanvoerdersband te dragen in het duel tegen Italië, in plaats van de vaste captain Robbie Keane. De 33-jarige aanvaller van Fulham FC gaat tegen Italië als vijfde Ier in de geschiedenis de grens van honderd interlands bereiken. Duff maakte zijn debuut op 25 maart 1998 in een oefenduel tegen Tsjechië (2-1 nederlaag). Steve Staunton (102 caps), Kevin Kilbane (110), Robbie Keane (119) en recordhouder Shay Given (124) bereikten eerder de mijlplaal van honderd interlands voor Ierland.[2]

## Wedstrijdgegevens

De basisopstellingen van beide landen

| Datum                | 18 juni 2012               | 18 juni 2012               |
| Wedstrijdnummer      | 22                         | 22                         |
| Stadion              | Stadion Miejski, Poznań    | Stadion Miejski, Poznań    |
| Toeschouwers         | 38.794                     | 38.794                     |
| Scheidsrechter       | Cüneyt Çakır               | Cüneyt Çakır               |
| Assistenten          | Bahattin Duran Tarık Ongun | Bahattin Duran Tarık Ongun |
| Vierde man           | Viktor Sjvetsov            | Viktor Sjvetsov            |
| Man van de wedstrijd | Antonio Cassano            | Antonio Cassano            |
|                      | Italië                     | Ierland                    |
| Doelpunten           | 2                          | 0                          |
| Gele kaarten         | 3                          | 4                          |
| Rode kaarten         | 0                          | 1                          |
| Wissels              | 0                          | 0                          |
| Schoten op doel      | 10                         | 2                          |
| Schoten naast doel   | 8                          | 2                          |
| Overtredingen        | 0                          | 0                          |
| Hoekschoppen         | 12                         | 5                          |
| Buitenspel           | 3                          | 7                          |
| Vrije trappen        | 31                         | 18                         |
| Balbezit (tijd)      | 0                          | 0                          |
| Balbezit (%)         | 59                         | 41                         |

| Italië | 2 – 0           | Ierland |
| (Andrea Pirlo) Antonio Cassano 35' (Alessandro Diamanti) Mario Balotelli 90' | goals (assists) | |
| Cesare Prandelli | bondscoach      | Giovanni Trapattoni |
| Gianluigi Buffon Ignazio Abate Andrea Barzagli Giorgio Chiellini 57' Federico Balzaretti Claudio Marchisio Andrea Pirlo Thiago Motta Daniele De Rossi Antonio Di Natale 75' Antonio Cassano 63' | opstellingen    | Shay Given John O'Shea Richard Dunne Sean St Ledger Stephen Ward 65' Aiden McGeady Glenn Whelan Keith Andrews Damien Duff 86' Robbie Keane 76' Kevin Doyle |
| Leonardo Bonucci 57' Alessandro Diamanti 63' Mario Balotelli 75' | wissels         | 65' Shane Long 76' Jonathan Walters 86' Simon Cox |
| Federico Balzaretti 28' Daniele De Rossi 71' Gianluigi Buffon 73' | gele kaarten    | 39' John O'Shea 84' Sean St Ledger |
| | rode kaarten    | 37', 89' Keith Andrews |

## Wedstrijden
| Groepswedstrijden | | | |
| Groep A | Groep B | Groep C                                                                                               | Groep D |
| Polen - Griekenland Rusland - Tsjechië Griekenland - Tsjechië Polen - Rusland Tsjechië - Polen Griekenland - Rusland | Nederland - Denemarken Duitsland - Portugal Denemarken - Portugal Nederland - Duitsland Portugal - Nederland Denemarken - Duitsland | Spanje - Italië Ierland - Kroatië Italië - Kroatië Spanje - Ierland Kroatië - Spanje Italië - Ierland | Frankrijk - Engeland Oekraïne - Zweden Oekraïne - Frankrijk Zweden - Engeland Engeland - Oekraïne Zweden - Frankrijk |
| Kwartfinales | | | |
| Tsjechië - Portugal                                                                                                  | Duitsland - Griekenland | Spanje - Frankrijk                                                                                    | Engeland - Italië |
| Halve finales | | | |
| ‎Portugal - Spanje | ‎Portugal - Spanje | Duitsland - Italië                                                                                    | Duitsland - Italië                                                                                                   |
| Finale | | | |
| Spanje - Italië | | | |